# 29435 Mordell
29435 Mordell è un asteroide della fascia principale. Scoperto nel 1997, presenta un'orbita caratterizzata da un semiasse maggiore pari a 2,2160036 UA e da un'eccentricità di 0,2201831, inclinata di 4,97097° rispetto all'eclittica.